# خالد آل شريف
خالد عبد الرسول آل شريف رجل أعمال وسياسي بحريني.

## السيرة
ولد خالد في العاصمة المنامة. يتولى رئاسة مجلس إدارة الشركات التالية: 
- مصانع كروان.
- شركة البحرين سكراب مولد.
- شركة حوار للنقليات وتخليص البضائع.

كما يتولى عضوية مجالس إدارات الشركات التالية:
- مجموعة آل شريف.
- الشركة الأهلية للبواخر.
- وكالة ديلمون للبواخر.
- شركة المملكة للإسفلت والطابوق والخرسانة واللوائح الخرسانية.
- شركة خبير للتجارة والمقاولات.
- مجموعة آل شريف للعقارات.

تولى رئاسة مجلس إدارة نادي المنامة لمدة 14 سنة كما يتولى عضوية المجلس الأعلى لمأتم العجم الكبير.
انتخب عضوا في جمعية ميثاق العمل الوطني. تم تعيينه عضوا في مجلس الشورى من 2002 إلى 2010.